# ماريا أوبرادوفيتش
ماريا أوبرادوفيتش (بالسيريلية الصربية: Марија Обрадовић) (6 أغسطس 1992 في صربيا - ) هي لاعبة كرة يد صربية.

## وصلات خارجية
- ماريا أوبرادوفيتش على موقع الاتحاد الأوروبي لكرة اليد (الإنجليزية)